# Elvis Presley (diskografija)
Elvis Presley je tijekom svoje 23 godine duge karijere (od 1954. do 1977.) objavio 711 različitih pjesama, koje su bile na 60 albuma, 29 Extend Plays ali i mnoge pjesme koje su objavljene za manje poznate izdavačke kuće.
Pored ovih 711 Master Records, Presley je još za života objavio još 103 rare recordings (rijetke snimke), tako da se taj broj penje na 814.
Ova diskografija ograničava se na pjesme koje su objavljenje u SAD-u na Pop, Country & Western, Rhythm & Blues, Extended Play ljestvicama.

## Singlovi SAD

### 1950-e
| Godina      | Naziv (A-strana / B-strana)                                                                                         | #           | Najbolje mjesto na ljestvici | Najbolje mjesto na ljestvici | Najbolje mjesto na ljestvici | RIAA        |             |
| Godina      | Naziv (A-strana / B-strana)                                                                                         | #           | US Pop                       | US Country                   | US R&B                       | RIAA        |             |
| Sun Records | Sun Records | Sun Records | Sun Records                  | Sun Records                  | Sun Records                  | Sun Records | Sun Records |
| ----------- | --- | ----------- | ---------------------------- | ---------------------------- | ---------------------------- | ----------- | ----------- |
| 1954.       | That's All Right / Blue Moon of Kentucky                                                                            | 209         | -                            | -                            | -                            | Zlatna      |             |
| 1954.       | Good Rockin’ Tonight / I Don't Care If the Sun Don't Shine                                                          | 210         | - / 74                       | -                            | -                            | Zlatna      |             |
| 1955.       | Milkcow Blues Boogie / You're a Heartbreaker                                                                        | 215         | -                            | -                            | -                            | -           |             |
| 1955.       | Baby Let's Play House / I'm Left, You're Right, She's Gone                                                          | 217         | -                            | 5 / -                        | -                            | -           |             |
| 1955.       | I Forgot to Remember to Forget / Mystery Train                                                                      | 223         | -                            | 1 / 10                       | -                            | -           |             |
| RCA Victor  | |             |                              |                              |                              |             |             |
| 1955.       | Mystery Train / I Forgot to Remember to Forget                                                                      | 47-6357     | -                            | -                            | -                            | -           |             |
| 1955.       | That's All Right / Blue Moon of Kentucky                                                                            | 47-6380     | -                            | -                            | -                            | -           |             |
| 1955.       | Good Rockin’ Tonight / I Don't Care If the Sun Don't Shine                                                          | 47-6381     | -                            | -                            | -                            | -           |             |
| 1955.       | Milkcow Blues Boogie / You're a Heartbreaker                                                                        | 47-6382     | -                            | -                            | -                            | -           |             |
| 1955.       | Baby Let's Play House / I'm Left, You're Right, She's Gone                                                          | 47-6383     | -                            | -                            | -                            | -           |             |
| 1956.       | Heartbreak Hotel / I Was the One                                                                                    | 47-6420     | 1 / 19                       | 1 / 8                        | 3 / -                        | 2× Platina  |             |
| 1956.       | I Want You, I Need You, I Love You / My Baby Left Me                                                                | 47-6540     | 1 / 31                       | 1 / 13                       | 3 / -                        | Platina     |             |
| 1956.       | Don't Be Cruel / Hound Dog                                                                                          | 47-6604     | 1 / 1                        | 1 / 1                        | - / 1                        | 4× Platina  |             |
| 1956.       | Blue Suede Shoes / Tutti Frutti                                                                                     | 47-6636     | 20                           | -                            | -                            | Zlatna      |             |
| 1956.       | I Got a Woman / I'm Counting on You                                                                                 | 47-6637     | -                            | -                            | -                            | -           |             |
| 1956.       | I'm Gonna Sit Right Down and Cry (Over You) / I'll Never Let You Go (Little Darlin')                                | 47-6638     | -                            | -                            | -                            | -           |             |
| 1956.       | Tryin' to Get to You / I Love You Because                                                                           | 47-6639     | -                            | -                            | -                            | -           |             |
| 1956.       | Blue Moon / Just Because                                                                                            | 47-6640     | 55                           | -                            | -                            | -           |             |
| 1956.       | Money Honey / One-Sided Love Affair                                                                                 | 47-6641     | 76 / -                       | -                            | -                            | -           |             |
| 1956.       | Shake, Rattle and Roll / Lawdy, Miss Clawdy                                                                         | 47-6642     | -                            | -                            | -                            | -           |             |
| 1956.       | Love Me Tender / Any Way You Want Me (That's How I Will Be)                                                         | 47-6643     | 1 / 20                       | 3 / -                        | 3 / 12                       | 3× Platina  |             |
| 1956.       | Love Me / When My Blue Moon Turns To Gold Again / Paralyzed                                                         | EPA-992     | 2 / 19 / 59                  | 10 / - / -                   | 7 / - / -                    | -           |             |
| 1956.       | Old Shep / So Glad You're Mine / Ready Teddy / Anyplace is Paradise                                                 | EPA-993     | 47 / - / - / -               | - / - / - / -                | - / - / - / -                | -           |             |
| 1956.       | Poor Boy / We're Gonna Move / Love Me Tender / Let Me                                                               | EPA-4006    | 24 / - / - / -               | - / - / - / -                | - / - / - / -                | -           |             |
| 1957.       | Too Much / Playing for Keeps                                                                                        | 47-6800     | 1 / 21                       | 3 / 8                        | 3 / -                        | Platina     |             |
| 1957.       | All Shook Up / That's When Your Heartaches Begin                                                                    | 47-6870     | 1 / 58                       | 1 / -                        | 1 / -                        | 2× Platina  |             |
| 1957.       | Let Me Be Your Teddy Bear / Loving You                                                                              | 47-7000     | 1 / 20                       | 1 / 15                       | 1 / -                        | 2× Platina  |             |
| 1957.       | Jailhouse Rock / Treat Me Nice                                                                                      | 47-7035     | 1 / 18                       | 1 / 11                       | 1 / -                        | 2× Platina  |             |
| 1957.       | Don't / I Beg of You                                                                                                | 47-7150     | 1 / 8                        | 2 / 4                        | 4 / -                        | Platina     |             |
| 1957.       | Peace In The Valley / It Is No Secret / I Believe / Take My Hand, Precious Lord                                     | EPA-4054    | 25 / - / - / -               | - / - / - / -                | - / - / - / -                | -           |             |
| 1957.       | Mean Woman Blues / Lonesome Cowboy / Hot Dog / Got A Lot Of Livin' To Do                                            | 2-1515      | - / - / - / -                | 11 / - / - / -               | 11 / - / - / -               |             |             |
| 1958.       | Wear My Ring Around Your Neck / Doncha' Think It's Time                                                             | 47-7240     | 2 / 15                       | 3 / -                        | 1 / 10                       | Platina     |             |
| 1958.       | Hard Headed Woman / Don't Ask Me Why                                                                                | 47-7280     | 1 / 25                       | 2 / -                        | 2 / 9                        | Platina     |             |
| 1958.       | One Night / I Got Stung                                                                                             | 47-7410     | 4 / 8                        | 24 / -                       | 10 / -                       | Platina     |             |
| 1958.       | (You're So Square) Baby I Don't Care/ Jailhouse Rock / Young And Beautiful / I Want To Be Free / Don't Leave Me Now | EPA-4114    | - / - / - / - / -            | - / - / - / - / -            | 14 / - / - / - / -           | -           |             |
| 1959.       | (Now and Then There's) A Fool Such as I / I Need Your Love Tonight                                                  | 47-7506     | 2 / 4                        | —                            | 16 / -                       | Platina     |             |
| 1959.       | A Big Hunk o' Love / My Wish Came True                                                                              | 47-7600     | 1 / 12                       | —                            | 10 /15                       | Zlatna      |             |

1. ↑  Postoje dva različita izdanja za Sun 215; jednoElvis Presley - Scotty & Bill kao izvođač, a drugo samo Elvis Presley.

### 1960-e
| Godina | Singl                                        | Najbolje mjesto na ljestvici | Najbolje mjesto na ljestvici | Najbolje mjesto na ljestvici | Najbolje mjesto na ljestvici | RIAA       | Album                           |
| Godina | Singl                                        | US Pop                       | US Country                   | US R&B                       | US AC                        | RIAA       | Album                           |
| ------ | -------------------------------------------- | ---------------------------- | ---------------------------- | ---------------------------- | ---------------------------- | ---------- | ------------------------------- |
| 1960.  | "Stuck on You"                               | 1                            | 27                           | 6                            | —                            | Platina    | samo kao singl                  |
| 1960.  | "Fame and Fortune"                           | 17                           | —                            | —                            | —                            | —          | samo kao singl                  |
| 1960.  | "It’s Now or Never"                          | 1                            | —                            | —                            | —                            | Platina    | samo kao singl                  |
| 1960.  | "A Mess of Blues"                            | 32                           | —                            | —                            | —                            | —          | samo kao singl                  |
| 1960.  | "Are You Lonesome Tonight?"                  | 1                            | 22                           | 3                            | —                            | 2× Platina | samo kao singl                  |
| 1960.  | "I Gotta Know"                               | 20                           | —                            | —                            | —                            | —          | samo kao singl                  |
| 1961.  | "Surrender"                                  | 1                            | —                            | —                            | —                            | Platina    | samo kao singl                  |
| 1961.  | "Lonely Man"                                 | 32                           | —                            | —                            | —                            | —          | samo kao singl                  |
| 1961.  | "Flaming Star"                               | 14                           | —                            | —                            | —                            | —          | samo kao singl                  |
| 1961.  | "I Feel So Bad"                              | 5                            | —                            | —                            | —                            | Zlatni     | samo kao singl                  |
| 1961.  | "Wild in the Country"                        | 26                           | —                            | —                            | —                            | —          | samo kao singl                  |
| 1961.  | "(Marie's the Name) His Latest Flame"        | 4                            | —                            | —                            | 2                            | Zlatni     | samo kao singl                  |
| 1961.  | "Little Sister"                              | 5                            | —                            | —                            | —                            | —          | samo kao singl                  |
| 1961.  | "Can’t Help Falling in Love"                 | 2                            | —                            | —                            | 1                            | Platina    | Blue Hawaii                     |
| 1962.  | "Rock-A-Hula Baby"                           | 23                           | —                            | —                            | —                            | —          | Blue Hawaii                     |
| 1962.  | "Good Luck Charm"                            | 1                            | —                            | —                            | —                            | Platina    | samo kao singl                  |
| 1962.  | "Anything That's Part of You"                | 31                           | —                            | —                            | 6                            | —          | samo kao singl                  |
| 1962.  | "Follow That Dream"                          | 15                           | —                            | —                            | 5                            | —          | samo kao singl                  |
| 1962.  | "She's Not You"                              | 5                            | —                            | 13                           | 2                            | Zlatni     | samo kao singl                  |
| 1962.  | "Just Tell Her Jim Said Hello"               | 55                           | —                            | —                            | —                            | —          | samo kao singl                  |
| 1962.  | "King of the Whole Wide World"               | 30                           | —                            | —                            | —                            | —          | samo kao singl                  |
| 1962.  | "Return to Sender"                           | 2                            | —                            | 5                            | —                            | Platina    | Girls! Girls! Girls!            |
| 1962.  | "Where Do You Come From"                     | 99                           | —                            | —                            | —                            | —          | Girls! Girls! Girls!            |
| 1963.  | "One Broken Heart for Sale"                  | 11                           | —                            | 21                           | —                            | Zlatni     | It Happened at the World's Fair |
| 1963.  | "They Remind Me Too Much of You"             | 53                           | —                            | —                            | —                            | —          | It Happened at the World's Fair |
| 1963.  | "(You're The) Devil in Disguise"             | 3                            | —                            | —                            | —                            | Zlatni     | samo kao singl                  |
| 1963.  | "Please Don't Drag That String Around"       | —                            | —                            | —                            | —                            | —          | samo kao singl                  |
| 1963.  | "Bossa Nova Baby"                            | 8                            | —                            | 20                           | —                            | Zlatni     | Fun in Acapulco                 |
| 1963.  | "Witchcraft"                                 | 32                           | —                            | —                            | —                            | —          | samo kao singl                  |
| 1964.  | "Kissin' Cousins"                            | 12                           | —                            | —                            | —                            | Zlatni     | Kissin' Cousins                 |
| 1964.  | "It Hurts Me"                                | 29                           | —                            | —                            | —                            | —          | samo kao singl                  |
| 1964.  | "Kiss Me Quick"                              | 34                           | —                            | —                            | —                            | —          | samo kao singl                  |
| 1964.  | "Suspicion"                                  | —                            | —                            | —                            | —                            | —          | samo kao singl                  |
| 1964.  | "What’d I Say"                               | 21                           | —                            | —                            | —                            | —          | samo kao singl                  |
| 1964.  | "Viva Las Vegas"                             | 29                           | —                            | —                            | —                            | Zlatni     | samo kao singl                  |
| 1964.  | "Such a Night"                               | 16                           | —                            | —                            | —                            | —          | samo kao singl                  |
| 1964.  | "Never Ending"                               | —                            | —                            | —                            | —                            | —          | samo kao singl                  |
| 1964.  | "Ask Me"                                     | 12                           | —                            | —                            | —                            | —          | samo kao singl                  |
| 1964.  | "Ain't That Loving You Baby"                 | 16                           | —                            | —                            | —                            | Zlatni     | samo kao singl                  |
| 1964.  | "Blue Christmas"                             | 1                            | —                            | —                            | —                            | Platina    | samo kao singl                  |
| 1965.  | "Do the Clam"                                | 21                           | —                            | —                            | —                            | —          | Girl Happy                      |
| 1965.  | "You'll Be Gone"                             | 121                          | —                            | —                            | —                            | —          | Girl Happy                      |
| 1965.  | "Crying in the Chapel"                       | 3                            | —                            | —                            | 1                            | Platina    | samo kao singl                  |
| 1965.  | "I Believe in the Man in the Sky"            | —                            | —                            | —                            | —                            | —          | samo kao singl                  |
| 1965.  | "(Such an) Easy Question"                    | 11                           | —                            | —                            | 1                            | —          | samo kao singl                  |
| 1965.  | "It Feels So Right"                          | 55                           | —                            | —                            | —                            | —          | samo kao singl                  |
| 1965.  | "I'm Yours"                                  | 11                           | —                            | —                            | 1                            | Zlatni     | samo kao singl                  |
| 1965.  | "(It's a) Long Lonely Highway"               | —                            | —                            | —                            | —                            | —          | Kissin' Cousins                 |
| 1965.  | "Puppet on a String"                         | 14                           | —                            | —                            | 3                            | Zlatni     | Girl Happy                      |
| 1965.  | "Wooden Heart"                               | —                            | —                            | —                            | —                            | —          | samo kao singl                  |
| 1965.  | "Santa Claus Is Back in Town"                | —                            | —                            | —                            | —                            | —          | samo kao singl                  |
| 1965.  | "Blue Christmas" (re-release)                | —                            | —                            | —                            | —                            | —          | samo kao singl                  |
| 1966.  | "Tell Me Why"                                | 33                           | —                            | —                            | —                            | Zlatni     | samo kao singl                  |
| 1966.  | "Blue River"                                 | 95                           | —                            | —                            | —                            | —          | samo kao singl                  |
| 1966.  | "Joshua Fit the Battle"                      | —                            | —                            | —                            | —                            | —          | samo kao singl                  |
| 1966.  | "Known Only to Him"                          | —                            | —                            | —                            | —                            | —          | samo kao singl                  |
| 1966.  | "Milky White Way"                            | —                            | —                            | —                            | —                            | —          | samo kao singl                  |
| 1966.  | "Swing Down Sweet Chariot"                   | —                            | —                            | —                            | —                            | —          | samo kao singl                  |
| 1966.  | "Frankie and Johnny"                         | 25                           | —                            | —                            | 3                            | Zlatni     | Frankie and Johnny              |
| 1966.  | "Please Don't Stop Loving Me"                | 45                           | —                            | —                            | —                            | —          | Frankie and Johnny              |
| 1966.  | "Love Letters"                               | 19                           | —                            | —                            | —                            | —          | samo kao singl                  |
| 1966.  | "Come What May"                              | —                            | —                            | —                            | —                            | —          | samo kao singl                  |
| 1966.  | "Spinout"                                    | 40                           | —                            | —                            | —                            | —          | Spinout                         |
| 1966.  | "All That I Am"                              | 41                           | —                            | —                            | —                            | —          | samo kao singl                  |
| 1966.  | "If Every Day Was Like Christmas"            | 2                            | —                            | —                            | —                            | —          | samo kao singl                  |
| 1967.  | "How Would You Like to Be"                   | —                            | —                            | —                            | —                            | —          | samo kao singl                  |
| 1967.  | "Indescribably Blue"                         | 33                           | —                            | —                            | —                            | —          | samo kao singl                  |
| 1967.  | "Fools Fall in Love"                         | —                            | —                            | —                            | —                            | —          | samo kao singl                  |
| 1967.  | "Long Legged Girl (with the Short Dress On)" | 63                           | —                            | —                            | —                            | —          | Double Trouble                  |
| 1967.  | "That's Someone You Never Forget"            | 92                           | —                            | —                            | —                            | —          | samo kao singl                  |
| 1967.  | "There's Always Me"                          | 56                           | —                            | —                            | —                            | —          | samo kao singl                  |
| 1967.  | "Judy"                                       | 78                           | —                            | —                            | —                            | —          | samo kao singl                  |
| 1967.  | "Big Boss Man"                               | 38                           | —                            | —                            | —                            | —          | Clambake                        |
| 1968.  | "You Don't Know Me"                          | 44                           | —                            | —                            | —                            | —          | Clambake                        |
| 1968.  | "Guitar Man"                                 | 43                           | —                            | —                            | —                            | —          | Clambake                        |
| 1968.  | "Hi-Heel Sneakers"                           | —                            | —                            | —                            | —                            | —          | samo kao singl                  |
| 1968.  | "U.S. Male"                                  | 28                           | 55                           | —                            | —                            | —          | samo kao singl                  |
| 1968.  | "Stay Away"                                  | 67                           | —                            | —                            | —                            | —          | samo kao singl                  |
| 1968.  | "You'll Never Walk Alone"                    | 90                           | —                            | —                            | —                            | —          | samo kao singl                  |
| 1968.  | "We Call on Him"                             | —                            | —                            | —                            | —                            | —          | samo kao singl                  |
| 1968.  | "Your Time Hasn't Come Yet Baby"             | 71                           | 50                           | —                            | —                            | —          | Speedway                        |
| 1968.  | "Let Yourself Go"                            | 72                           | —                            | —                            | —                            | —          | Speedway                        |
| 1968.  | "A Little Less Conversation"                 | 69                           | —                            | —                            | —                            | —          | Almost in Love                  |
| 1968.  | "Almost in Love"                             | 95                           | —                            | —                            | —                            | —          | Almost in Love                  |
| 1968.  | "If I Can Dream"                             | 12                           | —                            | —                            | —                            | Zlatni     | Elvis (NBC-TV Special)          |
| 1969.  | "Edge of Reality"                            | —                            | —                            | —                            | —                            | —          | Almost in Love                  |
| 1969.  | "Memories"                                   | 35                           | 56                           | —                            | 7                            | —          | Elvis (NBC-TV Special)          |
| 1969.  | "Charro"                                     | —                            | —                            | —                            | —                            | —          | Almost in Love                  |
| 1969.  | "His Hand in Mine"                           | —                            | —                            | —                            | —                            | —          | samo kao singl                  |
| 1969.  | "How Great Thou Art"                         | —                            | —                            | —                            | —                            | —          | samo kao singl                  |
| 1969.  | "In the Ghetto"                              | 3                            | 60                           | —                            | —                            | Platin     | From Elvis in Memphis           |
| 1969.  | "Any Day Now"                                | —                            | —                            | —                            | —                            | —          | From Elvis in Memphis           |
| 1969.  | "Clean Up Your Own Backyard"                 | 35                           | 74                           | —                            | —                            | Zlatni     | Almost in Love                  |
| 1969.  | "The Fair Is Moving On"                      | —                            | —                            | —                            | —                            | —          | samo kao singl                  |
| 1969.  | "Suspicious Minds"                           | 1                            | —                            | —                            | 4                            | Platina    | From Memphis to Vegas           |
| 1969.  | "You'll Think of Me"                         | —                            | —                            | —                            | —                            | —          | From Memphis to Vegas           |
| 1969.  | "Don't Cry Daddy"                            | 6                            | 13                           | —                            | 3                            | Platin     | samo kao singl                  |
| 1969.  | "Rubberneckin'"                              | flip                         | —                            | —                            | —                            | —          | Almost in Love                  |

### 1970-e
| Godina | Singl                                                   | Najbolje mjesto na ljestvici | Najbolje mjesto na ljestvici | Najbolje mjesto na ljestvici | RIAA    | Album                                            |
| Godina | Singl                                                   | US Pop                       | US Country                   | US AC                        | RIAA    | Album                                            |
| ------ | ------------------------------------------------------- | ---------------------------- | ---------------------------- | ---------------------------- | ------- | ------------------------------------------------ |
| 1970.  | "Kentucky Rain"                                         | 16                           | 31                           | 3                            | Zlatni  | samo kao singl                                   |
| 1970.  | "My Little Friend"                                      | —                            | —                            | —                            | —       | Almost in Love                                   |
| 1970.  | "The Wonder of You"                                     | 9                            | 37                           | 1                            | Zlatni  | On Stage: February 1970                          |
| 1970.  | "Mama Liked the Roses"                                  | flip                         | —                            | —                            | —       | Elvis' Christmas Album                           |
| 1970.  | "I've Lost You"                                         | 32                           | 57                           | 5                            | Zlatni  | That's the Way It Is                             |
| 1970.  | "The Next Step Is Love"                                 | flip                         | flip                         | —                            | —       | That's the Way It Is                             |
| 1970.  | "You Don't Have to Say You Love Me"                     | 11                           | 56                           | 1                            | Zlatni  | That's the Way It Is                             |
| 1970.  | "Patch It Up"                                           | flip                         | —                            | —                            | —       | That's the Way It Is                             |
| 1970.  | "I Really Don't Want to Know"                           | 21                           | 23                           | 2                            | Zlatni  | Elvis Country (I'm 10,000 Years Old)             |
| 1970.  | "There Goes My Everything"                              | flip                         | 9                            | 2                            | —       | Elvis Country (I'm 10,000 Years Old)             |
| 1971.  | "Where Did They Go, Lord"                               | 33                           | 55                           | —                            | —       | samo kao singl                                   |
| 1971.  | "Rags to Riches"                                        | flip                         | —                            | —                            | —       | samo kao singl                                   |
| 1971.  | "Life"                                                  | 53                           | 34                           | —                            | —       | Love Letters from Elvis                          |
| 1971.  | "Only Believe"                                          | flip                         | —                            | —                            | —       | Love Letters from Elvis                          |
| 1971.  | "I'm Leavin'"                                           | 36                           | —                            | 2                            | —       | samo kao singl                                   |
| 1971.  | "Heart of Rome"                                         | —                            | —                            | —                            | —       | Love Letters from Elvis                          |
| 1971.  | "It's Only Love"                                        | 51                           | —                            | —                            | —       | samo kao singl                                   |
| 1971.  | "The Sound of Your Cry"                                 | —                            | —                            | —                            | —       | samo kao singl                                   |
| 1971.  | "Merry Christmas Baby"                                  | —                            | —                            | —                            | —       | Elvis Sings the Wonderful World of Christmas     |
| 1971.  | "O Come All Ye Faithful"                                | —                            | —                            | —                            | —       | Elvis Sings the Wonderful World of Christmas     |
| 1972.  | "Until It's Time for You to Go"                         | 40                           | 68                           | —                            | —       | Elvis Now                                        |
| 1972.  | "We Can Make the Morning"                               | —                            | —                            | —                            | —       | Elvis Now                                        |
| 1972.  | "He Touched Me"                                         | —                            | —                            | —                            | —       | He Touched Me                                    |
| 1972.  | "Bosom of Abraham"                                      | —                            | —                            | —                            | —       | He Touched Me                                    |
| 1972.  | "An American Trilogy"                                   | 66                           | —                            | —                            | —       | Elvis: As Recorded at Madison Square Garden      |
| 1972.  | "The First Time Ever I Saw Your Face"                   | —                            | —                            | —                            | —       | samo kao singl                                   |
| 1972.  | "Burning Love"                                          | 2                            | —                            | —                            | Platina | Burning Love and Hits from His Movies, Volume 2  |
| 1972.  | "It's a Matter of Time"                                 | —                            | 36                           | —                            | —       | Burning Love and Hits from His Movies, Volume 2  |
| 1972.  | "Separate Ways"                                         | 20                           | flip                         | 3                            | Zlatni  | Separate Ways                                    |
| 1972.  | "Always on My Mind"                                     | —                            | 16                           | —                            | —       | Separate Ways                                    |
| 1973.  | "Steamroller Blues"                                     | 17                           | flip                         | —                            | —       | Aloha from Hawaii: Via Satellite                 |
| 1973.  | "Fool"                                                  | flip                         | 31                           | 12                           | —       | Elvis ("Fool" album)                             |
| 1973.  | "Raised on Rock"                                        | 41                           | —                            | —                            | —       | Raised on Rock/For Ol' Times Sake                |
| 1973.  | "For Ol' Times Sake"                                    | flip                         | 42                           | —                            | —       | Raised on Rock/For Ol' Times Sake                |
| 1974.  | "I've Got a Thing About You Baby"                       | 39                           | 4                            | —                            | —       | Good Times                                       |
| 1974.  | "Take Good Care of Her"                                 | flip                         | flip                         | —                            | —       | Good Times                                       |
| 1974.  | "If You Talk in Your Sleep"                             | 17                           | flip                         | 6                            | —       | Promised Land                                    |
| 1974.  | "Help Me"                                               | —                            | 6                            | —                            | —       | Promised Land                                    |
| 1974.  | "Promised Land"                                         | 14                           | flip                         | —                            | —       | Promised Land                                    |
| 1974.  | "It's Midnight"                                         | —                            | 9                            | —                            | —       | Promised Land                                    |
| 1975.  | "My Boy"                                                | 20                           | 14                           | 1                            | —       | Good Times                                       |
| 1975.  | "Thinking About You"                                    | —                            | —                            | —                            | —       | Promised Land                                    |
| 1975.  | "T-R-O-U-B-L-E"                                         | 35                           | 11                           | —                            | —       | Today                                            |
| 1975.  | "Mr. Songman"                                           | —                            | —                            | —                            | —       | Promised Land                                    |
| 1975.  | "Bringing It Back"                                      | 65                           | —                            | —                            | —       | Today                                            |
| 1975.  | "Pieces of My Life"                                     | —                            | 33                           | —                            | —       | Today                                            |
| 1976.  | "Hurt"                                                  | 28                           | 6                            | 7                            | —       | From Elvis Presley Boulevard, Memphis, Tennessee |
| 1976.  | "For the Heart"                                         | flip                         | 45                           | —                            | —       | From Elvis Presley Boulevard, Memphis, Tennessee |
| 1976.  | "Moody Blue"                                            | 31                           | 1                            | 2                            | —       | Moody Blue                                       |
| 1976.  | "She Thinks I Still Care"                               | flip                         | flip                         | —                            | —       | Moody Blue                                       |
| 1977.  | "Way Down"                                              | 18                           | 1                            | —                            | Platina | Moody Blue                                       |
| 1977.  | "Pledging My Love"                                      | —                            | flip                         | —                            | —       | Moody Blue                                       |
| 1977.  | "My Way"                                                | 22                           | 2                            | 6                            | Zlatni  | Elvis in Concert                                 |
| 1977.  | "America the Beautiful"                                 | flip                         | —                            | —                            | —       | single only                                      |
| 1978.  | "Unchained Melody"                                      | —                            | 6                            | —                            | —       | Moody Blue                                       |
| 1978.  | "Softly as I Leave You"                                 | 109                          | flip                         | —                            | —       | samo kao singl                                   |
| 1978.  | "Puppet on a String"                                    | —                            | 78                           | —                            | —       | Elvis Sings for Children and Grownups Too        |
| 1978.  | "(Let Me Be Your) Teddy Bear" (re-release)              | 105                          | flip                         | —                            | —       | Elvis Sings for Children and Grownups Too        |
| 1979.  | "Are You Sincere"                                       | —                            | 10                           | —                            | —       | Our Memories of Elvis                            |
| 1979.  | "Solitaire"                                             | —                            | flip                         | —                            | —       | Our Memories of Elvis                            |
| 1979.  | "There's a Honky Tonk Angel (Who Will Take Me Back In)" | —                            | 6                            | —                            | —       | Our Memories of Elvis Volume 2                   |
| 1979.  | "I Got a Feelin' in My Body"                            | —                            | flip                         | —                            | —       | Our Memories of Elvis Volume 2                   |

### 1980-e do danas
| Godina | Singl                                                | Najbolje mjesto na ljestvici | Najbolje mjesto na ljestvici | Najbolje mjesto na ljestvici | RIAA   | Album                        |
| Godina | Singl                                                | US Pop                       | US Country                   | US AC                        | RIAA   | Album                        |
| ------ | ---------------------------------------------------- | ---------------------------- | ---------------------------- | ---------------------------- | ------ | ---------------------------- |
| 1981.  | "Guitar Man"                                         | 28                           | 1                            | —                            | —      | Guitar Man                   |
| 1981.  | "Lovin' Arms"                                        | —                            | 8                            | —                            | —      | Guitar Man                   |
| 1981.  | "You Asked Me To"                                    | —                            | flip                         | —                            | —      | Guitar Man                   |
| 1982.  | "You'll Never Walk Alone"                            | —                            | 73                           | —                            | —      | Greatest Hits Volume 1       |
| 1982.  | "There Goes My Everything" (re-release)              | —                            | flip                         | —                            | —      | Greatest Hits Volume 1       |
| 1982.  | "The Elvis Medley"                                   | 71                           | 31                           | 31                           | —      | samo kao singl               |
| 1983.  | "I Was the One" (re-release)                         | —                            | 92                           | —                            | —      | I Was the One                |
| 1983.  | "Wear My Ring Around Your Neck" (re-release)         | —                            | flip                         | —                            | —      | I Was the One                |
| 1996.  | "Heartbreak Hotel" (re-release)                      | —                            | —                            | —                            | —      | Heartbreak Hotel (CD single) |
| 1998.  | "Blue Christmas" (re-release)                        | —                            | 55                           | —                            | —      | Blue Christmas               |
| 2002.  | "A Little Less Conversation" (JXL remix)             | 50                           | —                            | —                            | Zlatni | ELV1S: 30 #1 Hits            |
| 2003.  | "Rubberneckin'" (remix)                              | 94                           | —                            | —                            | —      | ELV1S: 2nd to None           |
| 2008.  | "I'll Be Home for Christmas" (with Carrie Underwood) | —                            | 54                           | 14                           | —      | Christmas Duets              |
| 2008.  | "Blue Christmas" (with Martina McBride)              | —                            | 36                           | 22                           | —      | Christmas Duets              |

## Albumi SAD

### Studijski albumi
| 1956. | Elvis Presley                                                | —  | 1  | Zlatni     |
| 1956. | Elvis                                                        | —  | 1  | Zlatni     |
| 1957. | Elvis’ Christmas Album                                       | —  | 1  | 9× Platina |
| 1960. | Elvis Is Back!                                               | —  | 2  | Zlatni     |
| 1960. | His Hand in Mine                                             | 7  | 13 | Platina    |
| 1961. | Something for Everybody                                      | —  | 1  | Zlatni     |
| 1962. | Pot Luck                                                     | —  | 4  | —          |
| 1967. | How Great Thou Art                                           | 7  | 18 | 2× Platina |
| 1969. | From Elvis in Memphis                                        | 2  | 13 | Zlatni     |
| 1969. | From Memphis to Vegas/From Vegas to Memphis                  | 5  | 12 | Zlatni     |
| 1970. | From Memphis to Vegas/From Vegas to Memphis\|Back in Memphis | —  | —  | —          |
| 1971. | Elvis Country (I’m 10.000 Years Old)                         | 6  | 12 | Zlatni     |
| 1971. | 'Love Letters from Elvis                                     | 12 | 33 | —          |
| 1971. | Elvis Sings the Wonderful World of Christmas                 | 13 | —  | 3× Platina |
| 1972. | Elvis Now                                                    | 45 | 43 | Zlatni     |
| 1972. | He Touched Me                                                | 32 | 79 | Platina    |
| 1973. | Elvis                                                        | 8  | 52 | —          |
| 1973. | Raised on Rock/For Ol’ Times Sake                            | —  | 50 | —          |
| 1974. | Good Times                                                   | 5  | 90 | —          |
| 1975. | Promised Land                                                | 1  | 47 | —          |
| 1975. | Today                                                        | 4  | 57 | —          |
| 1976. | From Elvis Presley Boulevard, Memphis, Tennessee             | 1  | 41 | Zlatni     |
| 1977  | Moody Blue                                                   | 1  | 3  | 2× Platina |
| "—"   |                                                              |    |    |            |

### Soundtracks-/Filmski albumi
| 1957. | Loving You                      | — | 1  | Zlatni     |
| 1958. | King Creole                     | — | 2  | Zlatni     |
| 1960. | G.I. Blues                      | — | 1  | Platina    |
| 1961. | Blue Hawaii                     | — | 1  | 3× Platina |
| 1962. | Girls! Girls! Girls!            | — | 3  | Zlatni     |
| 1963. | It Happened at the World's Fair | — | 4  | —          |
| 1963. | Fun in Acapulco                 | — | 3  | —          |
| 1964. | Kissin' Cousins                 | — | 6  | —          |
| 1964. | Roustabout                      | — | 1  | Zlatni     |
| 1965. | Girl Happy                      | — | 8  | Zlatni     |
| 1965. | Harum Scarum                    | — | 8  | —          |
| 1966. | Frankie and Johnny              | — | 20 | —          |
| 1966. | Paradise, Hawaiian Style        | — | 15 | —          |
| 1966. | Spinout                         | — | 18 | —          |
| 1967. | Double Trouble                  | — | 47 | —          |
| 1967. | Clambake                        | — | 40 | —          |
| 1968. | Speedway                        | — | 82 | —          |
| 1968. | Elvis (NBC-TV Special)          | — | 8  | Platina    |
| 1970. | That's the Way It Is            | 8 | 21 | Zlatni     |
| 2010. | Viva Elvis - The Album          | — | —  | —          |
| "—"   |                                 |   |    |            |

### Live Albumi
| 1970. | On Stage: February 1970                     | 13 | 13  | Platina    |  |  |  |  |  |
| 1970. | Elvis in Person at the International Hotel  | —  | —   | Zlatni     |  |  |  |  |  |
| 1972. | Elvis: As Recorded At Madison Square Garden | 22 | 11  | 3× Platina |  |  |  |  |  |
| 1973  | Aloha From Hawaii: Via Satellite            | 1  | 1   | 5× Platina |  |  |  |  |  |
| 1974. | Elvis: As Recorded Live On Stage In Memphis | 2  | 33  | Zlatni     |  |  |  |  |  |
| 1974. | Having Fun With Elvis On Stage              | 9  | 130 | —          |  |  |  |  |  |
| 1977. | Elvis in Concert                            | 1  | 5   | 3× Platina |  |  |  |  |  |
| 1978. | Mahalo from Elvis                           | —  | —   | —          |  |  |  |  |  |
|       |                                             |    |     |            |  |  |  |  |  |

### Pregled hitova
| 1958. | Elvis' Golden Records                                              | — | 3  | 6× Platina |
| 1959. | For LP Fans Only                                                   | — | 19 | —          |
| 1959. | A Date with Elvis                                                  | — | 32 | —          |
| 1959. | Elvis' Gold Records Volume 2: 50,000,000 Elvis Fans Can't Be Wrong | — | 31 | Platina    |
| 1963. | Elvis' Golden Records Volume 3                                     | — | 3  | Platina    |
| 1965. | Elvis for Everyone                                                 | — | 10 | —          |
| 1968. | Elvis' Gold Records Volume 4                                       | — | 33 | Zlatni     |
| 1974. | Elvis: A Legendary Performer Volume 1                              | 1 | 43 | 2× Platina |
| 1976. | Elvis: A Legendary Performer Volume 2                              | 9 | 46 | 2× Platina |
| 1976. | The Sun Sessions                                                   | 2 | 76 | —          |
| 1977. | Welcome to My World                                                | 4 | 44 | Platina    |
| "—"   |                                                                    |   |    |            |

### Kompilacije sa sniženom cijenom
| 1969. | Elvis Sings Flaming Star                                 | —  | 96  | Platina    |
| 1970. | Let's Be Friends                                         | —  | 105 | Platina    |
| 1970. | Worldwide 50 Gold Award Hits Vol. 1                      | 25 | 45  | 2× Platina |
| 1970. | Almost in Love                                           | —  | 65  | Platina    |
| 1970. | Elvis' Christmas Album                                   | —  | —   | 9× Platina |
| 1971. | You'll Never Walk Alone                                  | —  | 69  | 3× Platina |
| 1971. | C'mon Everybody                                          | —  | 70  | Zlatni     |
| 1971. | The Other Sides - Elvis Worldwide Gold Award Hits Vol. 2 | —  | 120 | Zlatni     |
| 1971. | I Got Lucky                                              | —  | 104 | Zlatni     |
| 1972. | Elvis Sings Hits from His Movies, Volume 1               | —  | 87  | Platina    |
| 1972. | Burning Love and Hits From His Movies, Volume 2          | 10 | 22  | 2× Platina |
| 1973. | Separate Ways                                            | 12 | 46  | Platina    |
| 1973. | Almost in Love                                           | —  | —   | —          |
| 1975. | Pure Gol]                                                | 5  | —   | 2× Platina |
| 1975. | Double Dynamite                                          | —  | —   | Platina    |
| 1976. | Frankie and Johnny                                       | —  | —   | Platina    |
| "—"   |                                                          |    |     |            |

### EP ljestvice 1956. – 1960.
| Godina | Naziv                       | Najbolje mjesto na ljestvici | RIAA       |
| ------ | --------------------------- | ---------------------------- | ---------- |
| 1956.  | Elvis Presley               | 10                           | Zlatni     |
| 1956.  | Elvis Presley Vol 2         | 9                            | -          |
| 1956.  | Heartbreak Hotel            | 5                            | Zlatni     |
| 1956.  | The Real Elvis              | 5                            | Platina    |
| 1956.  | Elvis Vol. 1                | 1                            | 2× Platina |
| 1956.  | Love Me Tender              | 9                            | Platina    |
| 1957.  | Peace The Valley            | 3                            |            |
| 1957.  | Just For You                | 2                            |            |
| 1957.  | Loving You Vol 1            | 1                            |            |
| 1957.  | Loving You Vol 2            | 4                            |            |
| 1957.  | Jailhouse Rock              | 1                            |            |
| 1957.  | Elvis Sings Christmas Songs | 1                            |            |
| 1957.  | King Creole Vol 1           | 1                            |            |
| 1957.  | King Creole Vol 2           | 1                            |            |
| 1958.  | Elvis Sails                 | 2                            |            |
| 1958.  | A Touch of Gold Vol 1       | 1                            |            |
| 1960.  | Strictly Elvis              | 1                            |            |

### Kompleti
| 1980.                     | Elvis Aron Presley                                    | 8  | 27  | Platina    |
| 1984.                     | A Golden Celebration                                  | 55 | 80  | —          |
| 1992.                     | The King of Rock 'n' Roll: The Complete 50's Masters  | —  | 159 | 2× Platina |
| 1993.                     | From Nashville to Memphis: The Essential 60's Masters | —  | —   | Platina    |
| 1995.                     | Walk a Mile in My Shoes: The Essential 70's Masters   | —  | —   | Zlatni     |
| 1997.                     | Platin: A Life in Music                               | —  | 80  | Zlatni     |
| 1999.                     | Artist of the Century                                 | —  | 163 | —          |
| 2000.                     | Peace in the Valley: The Complete Gospel Recordings   | —  | —   | —          |
| 2001.                     | Live In Las Vegas                                     | —  | —   | —          |
| 2002.                     | Today Tomorrow and Forever                            | 21 | 180 | —          |
| 2003.                     | Elvis: Close Up                                       | 41 | —   | —          |
| 2005.                     | Elvis 18 UK Number 1's                                | —  | —   | —          |
| 2007.                     | Elvis The King                                        | —  | —   | —          |
| 2008.                     | The Complete '68 Comeback Special                     | —  | —   | —          |
| 2009.                     | Elvis 75 - Good Rockin' Tonight                       | —  | 43  | —          |
| "—" keine Chartpositionen |                                                       |    |     |            |

### Specijalna izdanja
| Godina | Album                                               | Najbolje mjesto na ljestvici | Najbolje mjesto na ljestvici | RIAA       |
| Godina | Album                                               | US Country                   | US Pop                       | RIAA       |
| ------ | --------------------------------------------------- | ---------------------------- | ---------------------------- | ---------- |
| 1978.  | He Walks Beside Me                                  | 6                            | 113                          | Zlatni     |
| 1978.  | Mahalo from Elvis                                   | —                            | —                            | —          |
| 1978.  | Elvis: A Canadian Tribute                           | 7                            | 86                           | —          |
| 1978.  | Elvis Sings For Children and Grownups Too           | 5                            | 130                          | —          |
| 1979.  | Our Memories of Elvis                               | 6                            | 132                          | Zlatni     |
| 1979.  | Our Memories of Elvis Volume 2                      | 12                           | 157                          | —          |
| 1979.  | Elvis: A Legendary Performer Volume 3               | 10                           | 113                          | Zlatni     |
| 1981.  | Guitar Man (remix)                                  | 6                            | 49                           | —          |
| 1981.  | This Is Elvis                                       | —                            | 115                          | Zlatni     |
| 1981.  | Greatest Hits Volume 1                              | 47                           | 142                          | —          |
| 1982.  | The Elvis Medley                                    | 29                           | 133                          | —          |
| 1982.  | Memories of Christmas                               | 48                           | —                            | Zlatni     |
| 1983.  | I Was the One                                       | 35                           | 183                          | —          |
| 1983.  | Elvis: A Legendary Performer Volume 4               | —                            | —                            | —          |
| 1984.  | Elvis: The First Live Recordings                    | —                            | 163                          | —          |
| 1984.  | Elvis: The Hillbilly Cat                            | —                            | —                            | —          |
| 1984.  | Elvis' Gold Records Volume 5                        | —                            | —                            | Zlatni     |
| 1985.  | A Valentine Gift for You                            | —                            | —                            | —          |
| 1985.  | Reconsider Baby                                     | —                            | —                            | —          |
| 1987.  | The Number One Hits                                 | —                            | 143                          | 3× Platina |
| 1987.  | The Top Ten Hits                                    | —                            | 117                          | 4× Platina |
| 1987.  | The Complete Sun Sessions                           | —                            | —                            | Zlatni     |
| 1987.  | Love Me Tender                                      | —                            | —                            | Zlatni     |
| 1988.  | Essential Elvis                                     | —                            | —                            | —          |
| 1988.  | Elvis in Nashville                                  | —                            | —                            | —          |
| 1989.  | Elvis Presley Stereo '57 (Essential Elvis Vol. 2)   | —                            | —                            | —          |
| 1990.  | The Great Performances                              | —                            | —                            | —          |
| 1991.  | Hits Like Never Before (Essential Elvis Vol. 3)     | —                            | —                            | —          |
| 1991.  | Elvis Presley Sings Leiber & Stoller                | —                            | —                            | —          |
| 1991.  | Collector's Gold                                    | —                            | —                            | —          |
| 1991.  | The Lost Album                                      | —                            | —                            | —          |
| 1992.  | Blue Christmas                                      | —                            | —                            | Zlatni     |
| 1994.  | If Everyday Was Like Christmas                      | —                            | —                            | Platina    |
| 1994.  | Amazing Grace: His Greatest Sacred Performances     | —                            | —                            | 2× Platina |
| 1995.  | Heart and Soul                                      | 61                           | —                            | Zlatni     |
| 1995.  | Command Performances: The Essential 60's Masters II | —                            | —                            | —          |
| 1996.  | Elvis 56                                            | —                            | —                            | —          |
| 1996.  | Heartbreak Hotel (CD single)                        | —                            | —                            | —          |
| 1996.  | A Hundred Years from Now (Essential Elvis Vol. 4)   | —                            | —                            | —          |
| 1996.  | Great Country Songs                                 | 73                           | —                            | —          |
| 1997.  | An Afternoon in the Garden                          | —                            | —                            | —          |
| 1997.  | Greatest Jukebox Hits                               | 75                           | —                            | —          |
| 1998.  | Love Songs                                          | —                            | —                            | —          |
| 1998.  | Rhythm and Country (Essential Elvis Vol. 5)         | 57                           | —                            | —          |
| 1998.  | Tiger Man                                           | —                            | —                            | —          |
| 1998.  | Memories The '68 Comeback Special                   | —                            | —                            | —          |
| 1999.  | Sunrise                                             | —                            | —                            | —          |
| 1999.  | Suspicious Minds                                    | —                            | —                            | —          |
| 1999.  | Tomorrow Is a Long Time                             | —                            | —                            | —          |
| 1999.  | Burning Love                                        | —                            | —                            | —          |
| 1999.  | It's Christmas Time                                 | —                            | 80                           | 2× Platina |
| 2000.  | Such a Night (Essential Elvis Vol. 6)               | —                            | —                            | —          |
| 2000.  | That's the Way It Is (Special Edition)              | —                            | —                            | —          |
| 2000.  | The Elvis Presley Collection - Country              | 19                           | 159                          | —          |
| 2000.  | White Christmas                                     | —                            | —                            | —          |
| 2001.  | Country Side of Elvis                               | 51                           | —                            | —          |
| 2002.  | ELV1S                                               | 1                            | 1                            | 5× Platina |
| 2003.  | 2nd to None                                         | —                            | 3                            | Platina    |
| 2003.  | Christmas Peace                                     | 30                           | 175                          | —          |
| 2004.  | Ultimate Gospel                                     | 30                           | —                            | —          |
| 2004.  | Elvis at Sun                                        | 37                           | —                            | —          |
| 2005.  | Love, Elvis                                         | —                            | 120                          | —          |
| 2005.  | Elvis by the Presleys                               | —                            | 15                           | —          |
| 2005.  | Hitstory                                            | 47                           | —                            | —          |
| 2006.  | #1 Singles                                          | 62                           | —                            | —          |
| 2006.  | The Complete Million Dollar Quartet                 | —                            | —                            | —          |
| 2006.  | Elvis Christmas                                     | 14                           | 69                           | —          |
| 2007.  | The Essential Elvis Presley                         | —                            | 72                           | —          |
| 2007.  | Viva Las Vegas                                      | —                            | 54                           | —          |
| 2007.  | Home for the Holidays                               | —                            | 81                           | —          |
| 2007.  | The Very Best of Love                               | —                            | 181                          | —          |
| 2008.  | Playlist: The Very Best of Elvis Presley            | —                            | 188                          | —          |
| 2008.  | Christmas Duets                                     | 3                            | 17                           | —          |
| 2008.  | Collector's Edition: Elvis Inspirational Memories   | 51                           | —                            | —          |
| 2009.  | I Believe: The Gospel Masters                       | 54                           | —                            | —          |
| 2009.  | The UK. Sun Sessions                                | —                            | —                            | —          |
| 2009.  | Elvis: Love Me Tender - The Love Songs              | —                            | —                            | —          |